# La Blanca
La Blanca est un site archéologique maya sité dans le Département du Petén, au Guatemala.

## Situation géographique
La Blanca communique par un chemin de terre de 17 km à l'autoroute reliant Flores et Melchor de Mencos. Un village nommé également « La Blanca » se trouve à 3 km au sud-ouest du site.